# Potencia mecánica

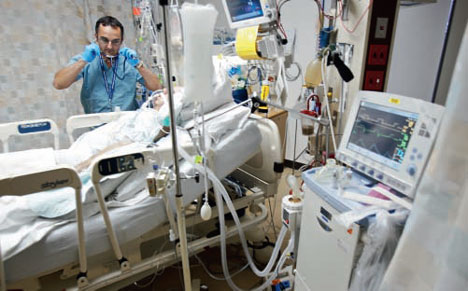
Terapeuta respiratorio que examina a un paciente ventilado mecánicamente en una Unidad de Cuidados Intensivos. Cuanto más tiempo pase un paciente expuesto a las fuerzas que le aplica un ventilador mecánico, mayor será el riesgo de sufrir una lesión pulmonar asociada con el ventilador.

La potencia mecánica es un término médico que es una medida de la cantidad de energía suministrada a un paciente por un ventilador mecánico.
Si bien en muchos casos la ventilación mecánica es una intervención que salva o preserva la vida, también tiene el potencial de causar daño al paciente, lo que se conoce como  lesión pulmonar asociada con el ventilador. El ventilador puede inducir varias tensiones en el pulmón del paciente. Estos incluyen el barotrauma causado por la presión, el volutrauma causado por la distensión de los pulmones, el reotrauma causado por el flujo rápido de gases y el atelectotrauma que resulta del colapso y reapertura repetida del pulmón. 
El propósito de la potencia mecánica es proporcionar una medida que pueda explicar todas estas tensiones y, por lo tanto, predecir la intensidad de la lesión pulmonar que es probable que se vea en el paciente.